# Lago Roś
Il lago Roś è un lago della Polonia.